# Oliver Schäfer
Oliver Schäfer (* 27. Februar 1969 in Lahr) ist ein ehemaliger deutscher Fußballspieler. Nach dem Ende seiner Spielerkarriere wurde er Fußballtrainer.

## Vereinskarriere
Schäfer spielte in seiner Jugend beim VfR Allmannsweier und beim Freiburger FC. Dort rückte er 1988 aus der Jugend in die in der Oberliga Baden-Württemberg antretende Wettkampfmannschaft auf. Schnell etablierte er sich unter Trainer Uli Bruder als Stammspieler an der Seite von Frank Wormuth, Damir Maričić, Martin Fritz und Reinhard Binder und trug mit 33 Saisoneinsätze zur Vizemeisterschaft hinter dem FV 09 Weinheim bei. Daraufhin wechselte er zum SC Freiburg – seine erste Profistation. Für die Breisgauer machte er bis 1991 in der 2. Bundesliga 71 Spiele.
Im Sommer 1991 wurde Schäfer vom damaligen Deutschen Meister 1. FC Kaiserslautern verpflichtet. Bei den Roten Teufeln blieb der Verteidiger acht Jahre und absolvierte 138 Erstligaspiele (ein Tor) und 19 Zweitligaspiele (kein Tor). Er hatte dabei längere Phasen als Stammspieler und – vor allem in den letzten beiden Saisons – solche als Ersatzspieler. Gleich in seiner ersten Saison kam er im Europapokal der Landesmeister zum Einsatz, darunter beim 3:1-Sieg gegen den FC Barcelona, der dennoch aufgrund der Auswärtstorregel (Hinspiel: 0:2) zum Ausscheiden führte. In drei Spielzeiten nahm Schäfer außerdem mit seiner Mannschaft am UEFA-Pokal teil. 1996 stieg er mit dem FCK ab und gewann gleichzeitig den DFB-Pokal. In der Meisterschaftssaison 1997/98, als der Klub als Aufsteiger aus der 2. Bundesliga vor dem Titelverteidiger FC Bayern München den vierten Titel der Vereinsgeschichte gewann, kam er unter Trainer Otto Rehhagel zu zehn Einsätzen. Zu einem Einsatz in der Champions League in der darauffolgenden Saison kam er nicht.
1999 ging er in die Türkei zu Beşiktaş Istanbul. Unter dem damaligen Trainer Hans-Peter Briegel spielte er ein Jahr. Im Jahr 2000 zog es ihn wieder nach Deutschland. Der damalige Zweitligist Hannover 96 verpflichtete den Rechtsfuß für 75.000 €. 2002 wurde der 1. FC Saarbrücken sein Arbeitgeber. Nach zwei Jahren in der Regionalliga mit dem FCS ließ er seine Karriere bis 2007 bei der 2. Mannschaft des 1. FC Kaiserslautern ausklingen.

## Statistik
- Spiele (Tore) 1. Bundesliga: 138 (1)
- Spiele (Tore) 2. Bundesliga: 122 (1)
- Spiele (Tore) Regionalliga: 81 (1)

## Trainerkarriere
Nach seinem Karriereende 2007 wurde Schäfer Co-Trainer der Oberligamannschaft des 1. FC Kaiserslautern. Im Mai 2009 wurde er zunächst übergangsweise Co-Trainer und zur Saison 2009/10 fest Fitnesstrainer der Profimannschaft. Im April 2010 erhielt er das Fußballlehrerdiplom an der Hennes-Weisweiler-Akademie der Deutschen Sporthochschule Köln. Am 29. August 2013 übernahm er als Interimstrainer die 1. Mannschaft des 1. FC Kaiserslautern. Unter dem neuen Cheftrainer Kosta Runjaic war er seit dem 17. September 2013 wieder als Co-Trainer tätig. Nachdem Runjaic entlassen und Konrad Fünfstück zum Cheftrainer befördert worden war, übernahm Schäfer dessen vorherige Stelle als U23-Trainer beim 1. FC Kaiserslautern, die er bis Ende Juni 2016 ausübte. 
Mit Beginn der Saison 2017/18 übernahm Oliver Schäfer die U19-Mannschaft des 1. FC Saarbrücken und wurde gleichzeitig Leiter des neu aufgebauten Nachwuchsleistungszentrums des Vereins.
Zur Saison 2020/21 kehrte Oliver Schäfer als Trainer der U19 zum 1. FC Kaiserslautern zurück. Im Juli 2021 übernahm Schäfer den Cheftrainerposten bei der zweiten Mannschaft der Pfälzer und übte diese parallel zur Tätigkeit als Athletiktrainer in der Profimannschaft aus, ehe er im September desselben Jahres fest als Athletiktrainer zur Drittligamannschaft wechselte und als Trainer der Junioren von Peter Tretter ersetzt wurde. Ende November 2023 übernahm Schäfer nach der Entlassung von Dirk Schuster die inzwischen wieder in der 2. Bundesliga spielende Profimannschaft als Interimstrainer und betreute die Mannschaft beim Spiel gegen den 1. FC Magdeburg (1:4).

## Privates
Oliver Schäfer ist liiert mit der Bahnradsportlerin und Olympiasiegerin Miriam Welte (Stand 2019).